# Gonomyia (Gonomyia) pensilis
Gonomyia (Gonomyia) pensilis is een tweevleugelige uit de familie steltmuggen (Limoniidae). De soort komt voor in het Oriëntaals gebied.